# Палацо дел Перо
Палацо дел Перо је насеље у Италији у округу Арецо, региону Тоскана.
Према процени из 2011. у насељу је живело 645 становника. Насеље се налази на надморској висини од 403 м.